# 拉沙佩勒格雷西尼亚克
拉沙佩勒-格雷西尼亚克（法語：La Chapelle-Grésignac，法語發音：[la ʃapel ɡʁeziɲak]）是法国多尔多涅省的一个市镇，位于该省西北部，属于佩里格区。

## 地理
拉沙佩勒-格雷西尼亚克（45°23'37"N, 0°20'15"E）面积6.95 平方千米，位于法国新阿基坦大区多爾多涅省，该省份为法国西南部内陆省份，是法國本土面积第三大的省，大致对应佩里戈尔地区，北起顺时针与夏朗德省、上维埃纳省、科雷兹省、洛特省、洛特-加龙省、吉倫特省和滨海夏朗德省接壤。
与拉沙佩勒-格雷西尼亚克接壤的市镇（或旧市镇、城区）包括：香槟和方丹、圣马夏尔维韦罗勒、楠特伊-欧里亚克德布尔扎克、谢尔瓦勒。
拉沙佩勒-格雷西尼亚克的时区为UTC+01:00、UTC+02:00（夏令时）。

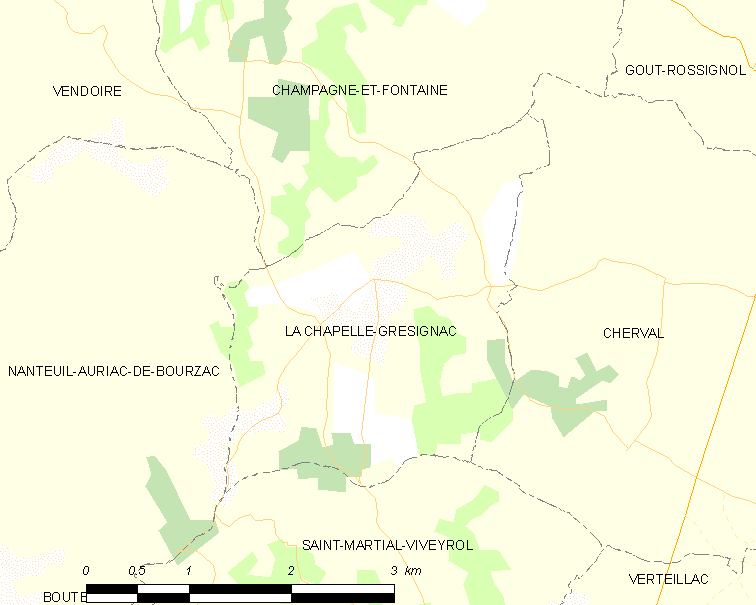
拉沙佩勒-格雷西尼亚克的OSM定位图

## 行政
拉沙佩勒-格雷西尼亚克的邮政编码为24320，INSEE市镇编码为24109。

## 政治
拉沙佩勒-格雷西尼亚克所属的省级选区为里贝拉克县。

## 人口
拉沙佩勒-格雷西尼亚克于2022年1月1日时的人口数量为102人。

1962-2008年间拉沙佩勒-格雷西尼亚克人口变化图示